# 김진수 (축구 선수)
김진수(金珍洙, 1992년 6월 13일 ~ )는 대한민국의 축구 선수로 현재 K리그1 FC 서울에서 왼쪽 풀백로 활동 중이며 2014년 아시안 게임 금메달리스트이다.

## 구단 경력
2012년 1월 13일, 김영근과 함께 알비렉스 니가타에 입단하였다. 3월 10일 가와사키 프론탈레와의 원정 경기에 출전하면서 프로 데뷔전을 치렀다. 이경기에서 팀은 1-0 승리를 기록했다.
2014년 6월 13일, 독일 분데스리가에 참가 중인 TSG 1899 호펜하임으로 이적하였다. 계약 기간은 4년이며 이적료는 100만 유로로 알려졌다. 시즌 중반부터 주전 풀백으로 활약하며 하노버 96과의 경기에서 시즌 첫 어시스트를 기록하고 해당 라운드 베스트 11에도 선정되는 등 좋은 활약을 펼치는 등 데뷔 시즌 리그 19경기에 출전하였다. 이어진 시즌에서도 시즌 초반엔 주전으로 활약하였지만 1월 이적 시장을 기점으로 주전에서 밀려났고, 2016-17 시즌이 시작한 이후에도 출전 기회를 잡지 못했다. 2016년 12월, K리그1의 전북 현대 모터스로의 이적설이 제기되었다.
2017년 1월 12일 고향팀인 전북 현대 모터스로 이적하였다. 4년 계약하였고 계약 기간은 2021년이다.
2020 시즌 여름 이적시장에서 사우디 프로리그의 알나스르로 이적했다.
2021 시즌 여름 이적시장에서 친정팀인 전북으로 1년 임대 이적하였다.
2022 시즌 중 전북과 2023년까지 임대 연장을 체결하였다.

## 국가대표팀 경력

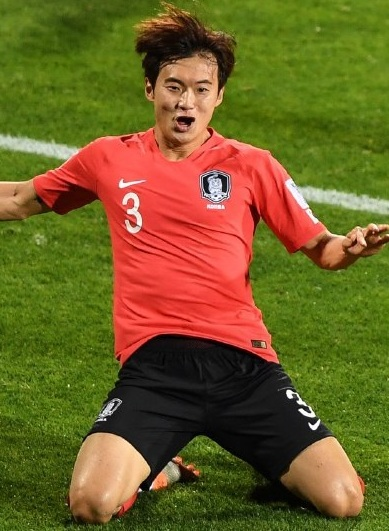
2019년 AFC 아시안컵 16강전 바레인과의 경기에서 역전골을 성공시킨 후 기뻐하는 김진수

2013년 7월에 열리는 동아시안컵 명단에 포함되어 20일 A매치 데뷔전을 치렀다.
2014년 FIFA 월드컵 최종 엔트리에 포함됐지만, 튀니지와의 평가전 도중 부상을 당해 월드컵에 나설 수 없었다. 8월 14일에 발표된 2014 아시안 게임에 출전하는 U-23 대표팀 최종 명단에 이름을 올렸다.
대회에서 주전 풀백으로 활약하며 대한민국의 금메달 획득에 기여, 브라질 월드컵 출전 무산의 아픔을 달랬다. 12월 22일애 발표된 2015 AFC 아시안컵 최종 명단에 포함되었다.
하지만 또 다시 부상 악몽을 겪으며 2018년 FIFA 월드컵에 출전하지 못했다.
2019 AFC 아시안컵 최종 명단에 포함되었다. 대회 16강전인 바레인과의 경기에서 연장전 이용의 크로스를 헤더로 연결해 득점을 기록하여 A매치 첫골을 기록하였으며 팀의 2:1 승리를 이끌었다.
월드컵 삼수 끝에 2022년 FIFA 월드컵 국가대표팀 명단에 이름을 올리며 월드컵 데뷔전을 치렀다.

## 경력 통계

#### 국가대표팀 득점
| # | 경기일     | 경기장소             | 상대팀 | 득점  | 결과  | 비고                                    |
| - | ---------- | -------------------- | ------ | ----- | ----- | --------------------------------------- |
| 1 | 2019/01/22 | 아랍에미리트, 두바이 | 바레인 | 2 – 1 | 2 – 1 | 2019년 AFC 아시안컵                     |
| 2 | 2022/02/01 | 아랍에미리트, 두바이 | 시리아 | 1 – 0 | 2 – 0 | 2022년 FIFA 월드컵 아시아 지역 3차 예선 |

## 경력 목록
- 2008년 AFC U-16 챔피언십 국가대표
- 2009년 FIFA U-17 월드컵 국가대표
- 2010년 AFC U-19 챔피언십 국가대표
- 2011년 FIFA U-20 월드컵 국가대표
- 2013년 EAFF 동아시안컵 국가대표
- 2014년 아시안 게임 남자 축구 국가대표
- 2015년 AFC 아시안컵 국가대표
- 2017년 EAFF E-1 풋볼 챔피언십 국가대표
- 2019년 AFC 아시안컵 국가대표
- 2019년 EAFF E-1 풋볼 챔피언십 국가대표
- 2022년 EAFF E-1 풋볼 챔피언십 국가대표
- 2022년 FIFA 월드컵 국가대표

## 수상 내역

### 국가대표팀
대한민국
- AFC U-19 챔피언십 : 준결승 (2010)
- 아시안 게임 축구 : 금메달 (2014)
- AFC 아시안컵 : 준우승 (2015)
- EAFF E-1 풋볼 챔피언십  : 우승 (2017, 2019), 준우승 (2022)

### 클럽
전북 현대 모터스
- K리그1 : 우승 (2017, 2018, 2019, 2020, 2021)

### 개인
- K리그 클래식 베스트 11 2017, 2022